# Гранцева, Наталья Анатольевна
Наталья Анатольевна Гранцева (урожденная Бордучкова, в замужестве — Милях, 12 октября 1951 года, Ленинград, СССР — 11 февраля 2024 года, Санкт-Петербург, Россия) — советский и российский поэт, эссеист, литературовед, главный редактор журнала «Нева» в 2007-2024 годах.

## Биография
Родилась 12 октября 1951 года в Ленинграде в семье военнослужащего Анатолия Бордучкова и Веры Гранцевой. Поэзией и журналистикой увлеклась ещё в школьные годы, в шестнадцать лет уже имела публикацию стихов. Тем не менее продолжала искать своё призвание, училась в заочной Математической школе при МГУ им. Ломоносова, на химическом факультете Ленинградского государственного университета, в Финансово-экономическом институте имени Вознесенского.
Взяла литературный псевдоним по девичьей фамилии своей матери - урожденной Веры Петровны Гранцевой (1929-2012). 
Окончила Литературный институт имени М. А. Горького. Работала редактором, комментатором и ведущей литературно-театральных программ ТРК «Петербург-5-й канал», писала сценарии и инсценировки для радиоспектаклей и телефильмов. Публиковалась в журналах «Аврора», «Юность», «Студенческий меридиан», альманахах «Молодой Ленинград» и «День поэзии» (с 2009 года — один из редакторов этого издания).
Волонтер шекспироведения, автор серии книг о Уильяме Шекспире, цикла передач «Встречи на Итальянской» на Ленинградском радио.
Состояла членом союза писателей Санкт-Петербурга и Союза российских писателей.
В 2004 году стала заместителем главного редактора журнала «Нева», в 2007 году заняла должности генерального директора и главного редактора журнала. Работая в редакции «Невы», внесла большой вклад в открытие новых имен в российской литературе.
Работала в жюри нескольких поэтических конкурсов, входила в состав редколлегий поэтических сборников и альманахов.
Удостоена ряда наград на литературных конкурсах: лауреат Международной Лермонтовской премии, премии «На встречу дня» имени Бориса Корнилова (2009), литературной премии «Югра».
Умерла после продолжительной болезни 11 февраля 2024 года в возрасте 73 лет.

## Личная жизнь
В 1972—1977 годах была замужем за молдавским поэтом Александром Милях (1942—2020). В 1985 году родила дочь Веру.